# Ordre du Croissant (Turquie)

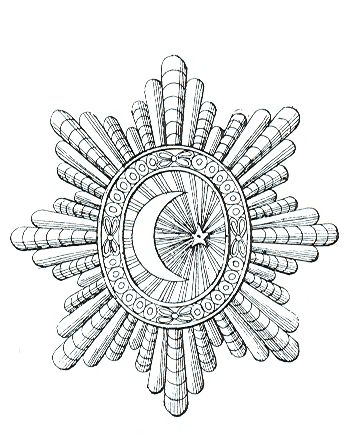
Étoile de l'ordre du Croissant.

Pour les articles homonymes, voir Ordre du Croissant.
L'ordre du Croissant est un ordre honorifique turc.

## Présentation

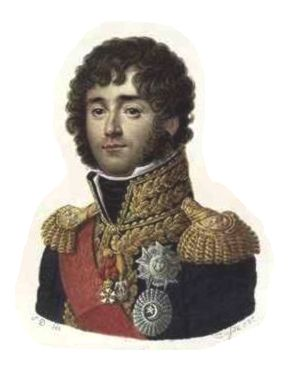
Horace Sebastiani décoré de l'ordre du Croissant.

Il a été créé par Sélim III en 1799, qui le destina à récompenser les étrangers ayant combattu pour l'Empire ottoman. Il est considéré comme le prédécesseur des ordres turcs formalisés ultérieurs.
En 1799, le sultan Sélim III récompensa l'amiral Nelson pour avoir vaincu la flotte française en Égypte. Cette décoration, qui était probablement considérée comme un cas unique à l'époque au sein de l'empire ottoman, est devenu par la suite l'ordre du Croissant.
À l'automne 1801, Lord Elgin le reçut à son tour.
En 1806, le capitaine français Vincent-Yves Boutin en est decoré par Sélim III, pour avoir construit les défenses de Topkapi et permis la défaite d'une flotte anglaise commandée par l'amiral John Thomas Duckworth.
Il n’a jamais été accordé aux nationaux. Il comportait 3 classes, 4 à partir de 1800.
Cet ordre est tombé en désuétude.